# Àccium
Àccium o Acci (en grec antic Ἄκτιον, Àction; en llatí Actĭum) era un promontori d'Acarnània a l'entrada del golf d'Arta, enfront del qual es van lliurar dues batalles:
- La primera el 435 aC en què la flota de Corint enviada contra Corcira (Corfú) va ser completament derrotada.
- La segona guanyada per Octavi August contra Marc Antoni i Cleòpatra el 2 de setembre del 31 aC que va posar fi a la guerra civil de Roma.

Al promontori hi havia un temple dedicat a Apol·lo de gran antiguitat del que parla Tucídides, i s'hi feia un festival anomenat Àccia en honor del déu. Octavi August va fundar a l'altra banda de la costa la ciutat coneguda com a Nicòpolis per celebrar la seva victòria. A la vora del temple s'hi van aixecar algunes cases, i encara que no era una ciutat hi havia residents permanents. Estrabó situa Àccium a 40 estadis de la ciutat d'Anactòrion.